# Кожух (дреха)
Вижте пояснителната страница за други значения на Кожух.
Кожухът е традиционно украинско кожено палто.

## Описание
Кожухът обикновено е изработен от овча кожа, обикновено с козината навътре, понякога украсен с бродерия и с обработена кожа, шнурове, пискюли и други аксесоари. Пристяга се или е тесен в кръста, като понякога е дълъг до земята. Счита се за традиционна дреха на Украйна и румънска Молдова и Буковина.
Има две основни вариации:
- с прав гръб
- с отделен гръб

Вариации на кожуха са били носени в цяла Украйна, но той е бил използван предимно в района на река Средна Днепър, включително Левия бряг и степните райони, и в Полесия. Те са били особено популярни през периода на казашката епоха, въпреки че са били носени и по време на Киевска Рус.

## Предназначение
Дрехата пази от студ и обикновено се носи през зимата и студените райони на Земята.
През последното десетилетие палта, базирани на традиционния кожух, станаха модерни отново в Украйна.

## В България
Кожуси са носени и в България. В Родопите се намира планинското възвишение Кожух, което име идва от факта, че прилича на наметнат кожух.

## Галерия
- Украински извезан кожух отпреди 1889 г.
- Гуцул с обърнат кожух, отпреди 1902 г.
- Човек от Херсонска област, ок. 1870 – 1889 г.
- Жени от Черниговска област, ок. 1870 – 1889